# Pierre Thuillier (philosophe)
Pour les articles homonymes, voir Thuillier et Pierre Thuillier.
Pierre Thuillier, né le 26 juillet 1932 et mort le 29 septembre 1998, est un philosophe français. Critique de la technocratie triomphante du début des années 1970, du scientisme et des pseudo-sciences, il a publié de nombreux livres et articles sur les rapports entre la science et la société.

## Biographie
Agrégé ès lettres, il a enseigné l’épistémologie et l’histoire des sciences à l’université Paris X - Nanterre puis à l’université Paris VII - Diderot. Il a participé à la rédaction de la revue La Recherche, comme chef de rubrique, de sa création (revue Atomes jusqu'en 1970) jusqu’en 1994. Il meurt d'une crise cardiaque le 29 septembre 1998.

## Travaux

### L’émergence de la découverte scientifique
Une partie importante des écrits de Pierre Thuillier est consacrée à montrer comment se passe, de façon effective, l’émergence de la découverte scientifique. Cette découverte ne se produit jamais pour des raisons parfaitement rationnelles, contrairement aux discours officiels sur la question. Elle est au contraire ponctuée d’interrogations ou d’a priori religieux, politiques, de tricheries variées, de théories farfelues et d’erreurs diverses.
Le livre le plus illustratif de cette réalité est Le petit savant illustré (1980). Ce recueil d’articles est le premier «classique» de l’auteur, qui contribua à le faire connaître en dehors d’un cercle d’initiés. Plusieurs raisons expliquent l’impact de cet ouvrage :
Le contexte de l’époque joua beaucoup : de nombreuses questions se posaient sur le rôle de la science (biologie, manipulations génétiques) ou de la technique (centrales nucléaires…), le débat sur la Nouvelle Droite ou la sociobiologie faisait la une des journaux, de nombreux ouvrages de réflexion sur la science à l’attention du grand public étaient publiés dans diverses collections, notamment celle où parut le livre de Thuillier.
D’un autre côté, Le Petit Savant illustré est un livre qui approche les pratiques scientifiques par « le petit bout de la lorgnette » et qui est donc facile d’accès. On y découvre, par exemple, comment Cantor, le mathématicien qui a inventé les nombres transfinis, éprouva le besoin de justifier théologiquement ses travaux, comment le professeur Leduc crut pouvoir créer la vie à partir de productions osmotiques, comment le professeur Blondlot découvrit les rayons N (qui se révélèrent ensuite ne pas exister) ou encore quels furent les nombreux problèmes que posa à divers scientifiques… l’Arche de Noé. Le sujet des articles peut paraître léger, mais les questions posées par ce biais sont réelles.
Le livre se conclut par une longue postface intitulée « Contre le scientisme » ; celle-ci explicite les enjeux et reste l’un des textes fondamentaux de Thuillier. L'auteur résume son point de vue lors d'un entretien paru à l’époque dans Libération : « Oui, je tiens à critiquer le mythe de la ‘science pure’. Selon ce mythe, la Science serait transcendante aux autres activités sociales ; elle serait une construction absolue, objective, neutre (…) Je préfère pour ma part une approche plus réaliste ; [la science] est tout de même une construction humaine ; elle a une histoire et elle est enracinée dans tout un contexte social. »

### Implications sociales de la science
Thuillier a combattu l’idée que toute science était nécessairement neutre. Il s’est longuement efforcé de montrer les implications sociales de la science, dans divers ouvrages :
- L’aventure industrielle et ses mythes est tout entier consacré à montrer comment la mise en œuvre de nouvelles techniques dépend des mentalités liées à une culture et une époque.
- Dans Les passions du savoir, on trouve des articles sur l’eugénisme, sur l’expérimentation sur l’homme, sur le nazisme et la « science juive », sur le féminisme et le sexisme…
- Plusieurs de ces derniers thèmes, et d’autres approchants, se retrouvent dans d’autres recueils.

### Le darwinisme
Le darwinisme est un thème visiblement important chez Thuillier. Dès 1979, il se positionne comme un bon connaisseur du sujet, notamment dans une série d’entretiens sur France Culture animée par Emile Noël, et repris sous forme de livre intitulé Le darwinisme aujourd’hui. Thuillier participe à deux entretiens, nommément Darwin et le darwinisme et Alors, le darwinisme aujourd’hui ?
Ce dernier entretien paraît significatif : après des discussions avec huit scientifiques souvent en désaccord entre eux, c’est à Thuillier que l’on s’adresse pour faire le point. Non, d’ailleurs, qu’il tranche parmi les thèses en présence, mais il apporte un recul nécessaire.
Ce recul est peut-être lié au fait que Thuillier ne s’intéresse pas seulement au darwinisme comme théorie scientifique et «idéologie» contemporaine, mais aussi en historien. Cette approche est caractéristique dans son livre consacré à Darwin et Cie (1981) : la moitié des articles concerne les idées de Darwin lui-même et de ses contemporains (Galton, Agassiz).
Thuillier a également rédigé la préface d’un ouvrage de Darwin, La descendance de l’homme, à l'occasion de sa réédition chez Complexe.

### La sociobiologie
Thuillier se présente en critique virulent de la sociobiologie, qu'il prend comme exemple de ce scientisme qu'il combattait. Il lui a consacré un livre complet, Les biologistes vont-ils prendre le pouvoir ?, ainsi que divers articles, par exemple le chapitre 6 des Passions du savoir, ou bien son article dans L’État des sciences.

### De la critique du scientisme à celle de l’Occident
L’évolution de Thuillier est visible à travers notamment les titres et les sous-titre de ses livres. On voit que l’on part de titres amusants pour passer à des titres et sous-titres explicites, et terminer avec un titre plutôt provocateur.
Cela correspond à une évolution effective des recueils, au fil desquels la remise en cause des prétentions rationalistes se fait de plus en plus forte.
Il est ainsi plus facile de comprendre l’évolution la plus récente de Thuillier, qui l’a amené à critiquer non seulement le scientisme, mais l’ensemble des prétentions de l’Occident, notamment celle qui consiste à tout appréhender à travers la rationalité, et donc à nier ce qui se situe en dehors (la “poésie”, pour reprendre son terme). C'est ce qui l'a amené à écrire La grande implosion (1995). Cet essai, sérieux dans son propos, est bâti sur une trame de science-fiction : il s’agit d’un rapport prétendument rédigé par un groupe de travail et publié en 2081, qui traite donc d’un évènement historique, qui se situe dans notre proche avenir. Et quel évènement ! Rien de moins que l’implosion de l’Occident. Parmi les auteurs cités, une place spéciale doit être réservée au Professeur Dupin, inspirateur du Groupe de travail et ayant vécu dans la première moitié du XXIe siècle, que l’on peut considérer comme tenant le rôle de porte-parole de l’auteur.
La thèse centrale est simple : l’échec de l’Occident est avant tout culturel, et il s’apprête à mourir à cause de la cécité qui l’aveugle sur ses propres réalisations. Les sciences, la technique, l’économie, la vie urbaine figurent parmi les principales croyances que la civilisation occidentale s’avère être incapable de remettre en cause. Thuillier cite Durkheim : une société est constituée «avant tout par l’idée qu’elle se fait d’elle-même». Selon lui, le drame de la société occidentale est qu’elle se fait d’elle-même une idée radicalement fausse. Thuillier insiste, d’une façon surprenante au premier abord, sur l’absence de spiritualité et de poésie dans l’occident contemporain. Il écrit : «si l’Occident s’était effrité, s’il s’était culturellement décomposé, c’était parce qu’il avait fini par perdre tout sens poétique». Ou encore : «Sans poètes, pas de mythes ; et sans mythes, pas de société humaine ; c’est-à-dire pas de culture». Et de qualifier de poète des auteurs tels que Durkheim, Novalis ou Albert Camus. 
L’auteur cite de nombreux «scientifiques» ou «ingénieurs», du Moyen Âge (Roger Bacon) à nos jours (Einstein), en passant par la Renaissance (Galilée ou Léonard de Vinci), esquissant une espèce d’histoire de la mentalité occidentale, à travers le prisme des sciences et des techniques. Il estime que tout a commencé au XIIe siècle, dans les phénomènes d’urbanisation qu’on a constaté à cette époque, avec l’apparition d’une nouvelle catégorie sociale : le «marchand». Lequel, associé à «l’ingénieur», a initié cette approche purement matérialiste du monde qui s’est développée en Occident, à travers notamment la science et l’économie.

## Œuvres

### Livres
- Socrate fonctionnaire. Essai sur (et contre) la philosophie universitaire, Robert Laffont, 1969 ; Complexe, 1982.
- Jeux et enjeux de la science, Robert Laffont, 1972.
- Le petit savant illustré, Le Seuil, 1980.
- Les biologistes vont-ils prendre le pouvoir ? La sociobiologie en question, Complexe, 1981.
- Darwin et Cie, Complexe, 1981.
- L’aventure industrielle et ses mythes. Savoirs, techniques et mentalités, Complexe, 1982.
- Les savoirs ventriloques. Ou comment la culture parle à travers la science, Le Seuil, 1983.
- D’Archimède à Einstein. Les faces cachées de l’invention scientifique, Fayard, 1988 ; Livre de poche, 1996.
- Les passions du savoir. Essais sur les dimensions culturelles de la science, Fayard, 1988.
- La grande implosion. Rapport sur l’effondrement de l’Occident 1999-2002, Fayard, 1995 ; « Pluriel », Hachette, 1996.
- La revanche des sorcières. L’irrationnel et la pensée scientifique, Belin, 1997.

### Ouvrages collectifs
- L’Express va plus loin avec ces théoriciens, Collectif, Laffont, 1973. Entretien avec P. Thuillier pages 253 à 275, originellement parus dans L’Express en octobre 1970.
- Le darwinisme aujourd’hui, Noël, Emile, Seuil, 1979, coll. Points Sciences. Ce livre reprend une série d’entretiens originellement radio-diffusés sur France Culture.
- La descendance de l’homme et la sélection sexuelle, Darwin, Charles ; Complexe, 1982. P. Thuillier a rédigé la préface de cette réédition.
- La Recherche en histoire des sciences, GILLE, Bertrand ; AL-HASSAN, A.Y. ; THUILLIER, Pierre ; LLOYD, Geoffrey Ernest Richard ; BIEZUNSKI, Michel ; Seuil, 1983, coll. Points Sciences.
- L’état des sciences et des techniques, BLANC, Marcel (sous la direction de) ; La Découverte/Maspéro, 1983. P. Thuillier a rédigé l’article intitulé «la sociobiologie à l’assaut de la culture», page 120.
- Sortir de l’imposture économique, Collectif, Actes de colloque No 4,  La Ligne d’Horizon, 1999. La contribution de P. Thuillier est en page 11.

### Traduction
- Israel Scheffler, Anatomie de la science. Études philosophiques de l'explication et de la confirmation, éditions du Seuil, 1966 (collection "Science ouverte").